# Macé
Macé település Franciaországban, Orne megyében. Lakosainak száma 443 fő (2022. január 1.). Macé Belfonds, Le Château-d’Almenêches, Mortrée, Sées és Chailloué községekkel határos.

## Népesség
A település népességének változása:
| Lakosok száma | 469  | 441  | 432  | 409  | 388  | 368  | 393  | 418  | 443  |
|               | 2013 | 2015 | 2016 | 2017 | 2018 | 2019 | 2020 | 2021 | 2022 |